# Steffen Königer

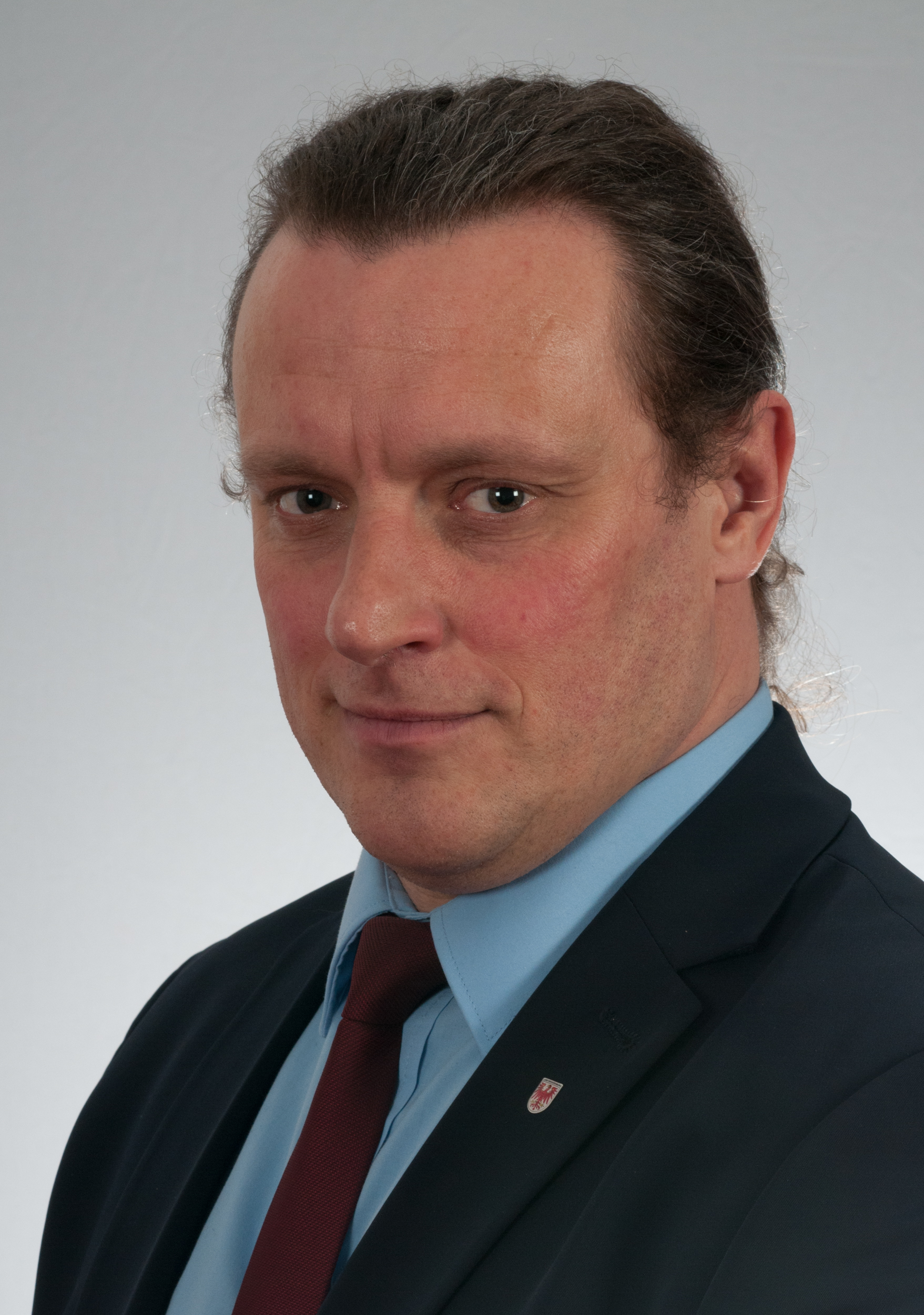
Steffen Königer (2016)

Steffen Königer (* 15. Oktober 1972 in Potsdam) ist ein deutscher ehemaliger Politiker. Von 2000 bis 2004 war er Redakteur der neurechten Wochenzeitung Junge Freiheit. Seit Ende der 1990er Jahre politisch in Rechtsparteien aktiv, zog bei der Landtagswahl 2014 über die Landesliste der AfD in den Landtag Brandenburg ein, dem er bis 2019 angehörte. Ab Dezember 2017 war er einer von sechs Beisitzern im AfD-Bundesvorstand, bis er im November 2018 aus der Partei austrat. Nach eigenen Angaben tat er dies aus Protest gegen rechte Tendenzen in der Partei.

## Leben
Königer besuchte von 1979 bis 1989 die Polytechnische Oberschule in Werder (Havel) und ließ sich von 1989 bis 1991 zum Facharbeiter für Plaste- und Elasteverarbeitung ausbilden. 1994 absolvierte er das Abitur am Potsdam-Kolleg und war Geselle im Vulkaniseur-Handwerk. Von 1994 bis 1996 leistete er Zivildienst in einem Kindergarten in Potsdam.
Er studierte von 1996 bis 2004 Politikwissenschaft, Psychologie und Neue Geschichte an der Universität Potsdam, beendete sein Studium jedoch nicht. Er gehörte in dieser Zeit dem Potsdamer Vorstand des Rings Christlich-Demokratischer Studenten (RCDS) an.
Von 2000 bis 2004 war er für die Wochenzeitung Junge Freiheit als verantwortlicher Redakteur für die Rubrik Zeitgeist & Medien tätig. Anschließend  machte er sich als Fliesenleger selbständig, verfasste aber noch bis 2011 Artikel für die Junge Freiheit.
1995 wurde er zum „Mister Brandenburg“ gekürt. Bei den Brandenburger Landesmeisterschaften im Windsurfen erreichte er 2005 den ersten Platz. Er war Vorstandsvorsitzender des Windsurfvereins Werder/Havel e. V.
Königer ist Vater zweier Kinder und seit 2014 geschieden.

## Politik

### Partei und Wahlen
Von August 1989 bis März 1990 war Königer Mitglied in der Bürgerbewegung Neues Forum.
Von Februar bis Dezember 1999 war er Mitglied in der rechtspopulistischen Partei Bund freier Bürger – Offensive für Deutschland, Die Freiheitlichen, für die er nach eigenen Angaben bei der Landtagswahl in Brandenburg 1999 als Direktkandidat im Wahlkreis 21 (Potsdam-Mittelmark I / Brandenburg an der Havel II) antrat; der Landeswahlleiter von Brandenburg weist allerdings für den Bund freier Bürger im angegebenen Wahlkreis keine Erststimmen aus.
Königer war nach eigener Aussage für wenige Monate bei der Schill-Partei aktiv. Er wollte für diese bei den Kommunalwahlen in Brandenburg 2003 antreten, erreichte aber die erforderliche Zahl an Unterstützungsunterschriften nicht.
Im März 2013 trat er in die AfD ein. Er kandidierte bei der Bundestagswahl 2013 auf Platz 5 der Landesliste. Bei seiner Kandidatur als Bürgermeister der Stadt Werder (Havel) erhielt er 8,4 Prozent der abgegebenen Stimmen.
Königer war 2014 Vorsitzender des Kreisverbandes Mittelmark. 2015 war er Mitunterzeichner der Erfurter Resolution. 2016 kandidierte er für das Amt des stellvertretenden Vorsitzenden der AfD Brandenburg (hinter Alexander Gauland); Königer unterlag Andreas Kalbitz.
2016 war Königer Sprecher des Landesfachausschusses für Leistung und Gerechtigkeit: Finanz-, Steuer- und Sozialpolitik des Bundes. Am 3. Dezember 2017 wurde er als Beisitzer in den Bundesvorstand der AfD gewählt. Bei dieser Gelegenheit geriet er in die Schlagzeilen, weil er behauptete, Kinder würden im deutschen Bildungssystem „vom Kindergarten bis zum Abitur [...] vollgepumpt mit Ideologien, mit Frühsexualisierung, Gender-Mainstream, mit Political Correctness“. Die 68er hätten „im Bildungssektor eine Kraterlandschaft hinterlassen, verbrannte Erde, eine zerbombte Kulturnation.“ Dies sei „der totale Krieg gegen das Volk der Dichter und Denker.“
Im Juni 2016 hielt er im Landtag eine vielbeachtete Rede zum „Genderwahnsinn“, welche fast ausschließlich aus Begrüßungen sexueller Minderheiten bestand.
Im November 2018 erklärte Königer seinen Austritt aus der AfD. Ein Verbleiben könne er mit seinem Gewissen nicht mehr vereinbaren, da einige Landesverbände an „Destruktive“ verloren gegangen seien, die bewusst die Beobachtung durch den Verfassungsschutz in Kauf nähmen.
Für die Wahl zum Kreistag von Potsdam-Mittelmark 2019 wollte Königer ursprünglich als Parteiloser auf der Liste der CDU antreten, zog die Kandidatur jedoch nach Kritik zurück und trat als Einzelkandidat an.

### Abgeordneter
Bei den Kommunalwahlen in Brandenburg 2014 wurde Königer für die AfD in den Kreistag Potsdam-Mittelmark gewählt. Er wurde Fraktionsvorsitzender sowie Mitglied in der Stadtverordnetenversammlung Werder.
Bei der Landtagswahl in Brandenburg 2014 trat er wieder als Direktkandidat, diesmal im Landtagswahlkreis Potsdam-Mittelmark III/Potsdam III (Wahlkreis 19), an. Er erhielt 9,1 Prozent der Erststimmen. Königer war ordentliches Mitglied des Ausschusses für Arbeit, Soziales, Gesundheit, Frauen und Familie A7 und des Wahlprüfungsausschusses im Landtag Brandenburg. Außerdem saß er im Kuratorium der Landeszentrale für politische Bildung. Nach seinem Parteiaustritt im November 2018 gehörte Königer als Fraktionsloser dem Landtag Brandenburg an.

## Öffentliche Wahrnehmung
Königer sieht sich als „freiheitsliebender Bürgerlich-Konservativer“, aber auch als „nationalkonservativ“. Der Potsdamer Politikwissenschaftler Gideon Botsch hat ihn als Rechtspopulisten bezeichnet, der bewusst Rechtswähler anspreche.